# Mazon (Illinois)
Pour les articles homonymes, voir Mazon.
Mazon est un village du comté de Grundy dans l'Illinois, aux États-Unis,. Situé au centre du comté, il est incorporé le 28 mai 1895.

## Démographie
Lors du recensement de 2010, le village comptait une population de 1 015 habitants. Elle est estimée, en 2016, à 978 habitants.

## Source de la traduction
- (en) Cet article est partiellement ou en totalité issu de l’article de Wikipédia en anglais intitulé « Mazon, Illinois » (voir la liste des auteurs).